# Villa dei Papiri

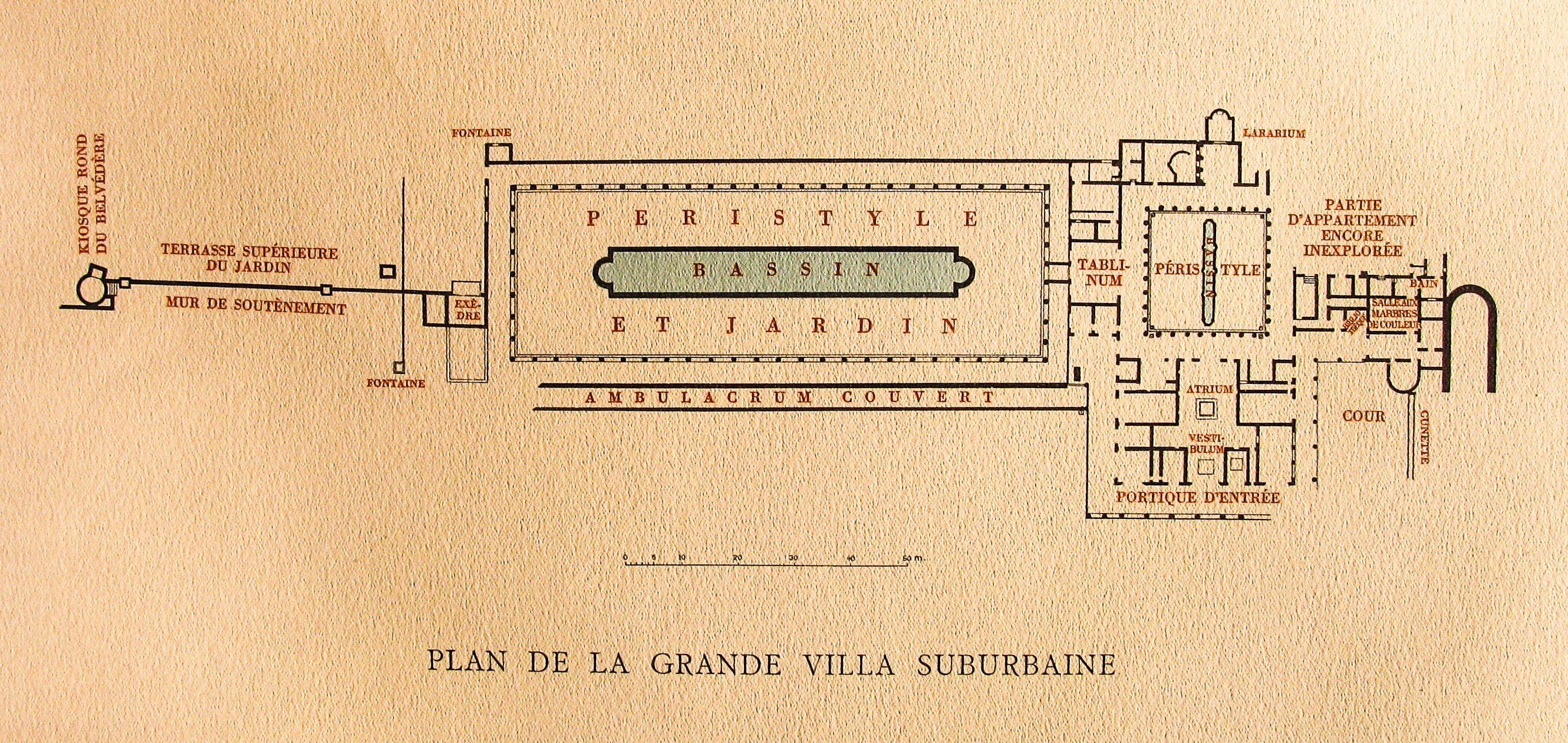
Planritning över Villa dei Papiri

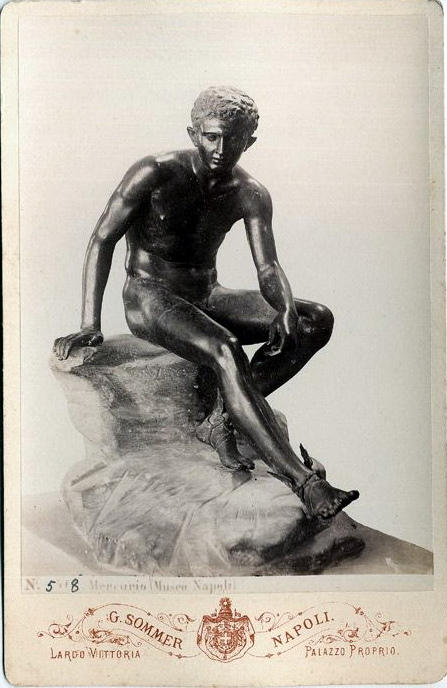
Bronsstatyn Mercurio från Villa dei Papiri

Rekonstruktion av Villa dei Papiri

Villa dei Papiri (italienska, ”Papyrusvillan”), även Villa Pisoni, är ett stort privat bostadshus i den antika italienska staden Herculaneum. Huset begravdes under ett vulkanutbrott år 79 och återupptäcktes vid utgrävningar år 1750. Förutom en rad historiska föremål upptäcktes då även det första fynd av papyrusrullar i Europa.

## Byggnaden
Villa dei Papiri ligger vid havet och täcker en total yta om cirka 2 500 m².
Byggnaden är uppförd i fyra våningar och huvudbyggnaden är cirka 250 meter lång. I den västra delen finns ett atrium med ett tablinum på vänster sida och biblioteket på höger sida. I den västra delen finns en cirka 90 meter och 35 meter bred vattenbassäng omgiven av en peristyl med brons- och marmorstatyer.

## Historik
Villa dei Papiri är troligen byggd under första århundradet före Kristus och ägdes möjligen av Lucius Calpurnius Piso Caesoninus (Julius Caesars svärfar) 
Huset begravdes år 79 e.Kr. tillsammans med hela Herculaneum, Pompeji och flera andra städer under askan efter vulkanen Vesuvius utbrott.
Byggnaden upptäcktes kring april 1750 under utgrävningar under ledning av schweiziske arkeologen Karl Jakob Weber.
År 1752 upptäcktes ett stort biblioteksrum med cirka 1 800 papyrusrullar, det första papyrusfyndet i Europa. Rullarna låg i förvaringscylindrar men var till stor del förkolnade och föll isär vid de första läsförsöken. Först senare kopplades prästen Antonio Piaggio från Vatikanbiblioteket in för att försöka rädda de antika manuskripten. Piaggio uppfann en process för att försiktigt rulla upp papyrusarken utan att de skadades.
De flesta fynden finns på i Museo Archeologico Nazionale di Napoli i Neapel.
I början på 1970-talet byggde The J. Paul Getty Trust en rekonstruktion av Villa dei Papiri vid sitt museum J. Paul Getty Museum i Pacific Palisades i Kalifornien.